# أعلام منطقة كانتو اليابانية
هذه القائمة تظهر أعلام منطقة كانتو اليابانية مقسمة حسب القائمقاميات.

## قائمقامية تشيبا

### المدن

آبيكو (تشيبا)
آساهي (تشيبا)
تشيبا
تشوشي (تشيبا)
فوناباشي (تشيبا)
فوتسو (تشيبا)
إيتشيهارا (تشيبا)
ايشيكاوا (تشيبا)
إنزاي (تشيبا)
إسومي (تشيبا)
كاماغايا (تشيبا)
كاموغاوا (تشيبا)
كاشيوا (تشيبا)
كاتوري (تشيبا)
كاتسورا (تشيبا)
كيميتسو (تشيبا)
كيسارازو (تشيبا)
ماتسودو (تشيبا)
مينامبيوسو (تشيبا)
موبارا (تشيبا)
ناغاره ياما (تشيبا)
ناراشينو (تشيبا)
ناريتا (تشيبا)
نودا (تشيبا)
أواميشيراساتو
ساكورا (تشيبا)
سانمو (تشيبا)
شيروي (تشيبا)
سوديغوارا (تشيبا)
سوسا (تشيبا)
تاته ياما (تشيبا)
توميساتو (تشيبا)
توغانه (تشيبا)
يورايسو (تشيبا)
ياتشيماتا (تشيبا)
ياتشيو (تشيبا)
يوتسوكيدو (تشيبا)

### القرى والأرياف

Higashiagatsuma
Itakura
Kanra
Katashina
Kawaba
Kusatsu
Meiwa
Minakami
Nanmoku
Nakanojō
Ōizumi
Ōra
شيمونيتا
Takayama
Yoshioka

تشونان  [لغات أخرى]‏
تشوسي [الإنجليزية]
Ichinomiya [الإنجليزية]
كوزاكي [الإنجليزية]
كوجوكوري [الإنجليزية]
كيونان [الإنجليزية]
موتسوزاوا
Nagara [الإنجليزية]
أونجوكو [الإنجليزية]
أوتاكي
ساكاي  [لغات أخرى]‏
Shibayama [الإنجليزية]
شيراكو [الإنجليزية]
شيسوي
تاكو  [لغات أخرى]‏
تونوشو  [لغات أخرى]‏
يوكوشيباهيكاري [الإنجليزية]

## قائمقامية غونما

### المدن

أناكا (غونما)
فوجيوكا (غونما)
إسيساكي (غونما)
كيرو (غونما)
مايه-باشي
ميدوري (غونما)
نوماتا (غونما)
أوتا (غونما)
شيبوكاوا (غونما)
تاكاساكي
تاتيباياشي (غونما)
توميوكا (غونما)

### القرى والأرياف
- تشيودا  [لغات أخرى]‏
- Higashiagatsuma [الإنجليزية]
- Itakura [الإنجليزية]
- كانا  [لغات أخرى]‏
- Kanra [الإنجليزية]
- Katashina [الإنجليزية]
- Kawaba [الإنجليزية]
- Kusatsu [الإنجليزية]
- Meiwa
- Minakami [الإنجليزية]
- ناغانوهارا  [لغات أخرى]‏
- Nanmoku
- Nakanojō [الإنجليزية]
- Ōizumi
- Ōra [الإنجليزية]
- شيمونيتا
- شنتو  [لغات أخرى]‏
- شووا  [لغات أخرى]‏
- Takayama
- تامامورا  [لغات أخرى]‏
- تسوماغوي  [لغات أخرى]‏
- أوينو  [لغات أخرى]‏
- Yoshioka [الإنجليزية]

## قائمقامية إيباراكي

### المدن

باندو (إيباراكي)
تشيكوسه (إيباراكي)
هيتاتشي (إيباراكي)
هيتاتشي-ناكا (إيباراكي)
هيتاتشي-أوميا (إيباراكي)
هيتاتشي-أوتا (إيباراكي)
هوكوتا (إيباراكي)
إناشيكي (إيباراكي)
إيشيوكا (إيباراكي)
إتاكو (إيباراكي)
جوسو (إيباراكي)
كاميسو (إيباراكي)
كاساما (إيباراكي)
كاشيما (إيباراكي)
كاسوميغاورا (إيباراكي)
كيتا إيباراكي (إيباراكي)
كوغا (إيباراكي)
موريا (إيباراكي)
ميتو (إيباراكي)
ناكا (إيباراكي)
نامه-غاتا (إيباراكي)
أوميتاما (إيباراكي)
ريوغاساكي (إيباراكي)
شيموتسوما (إيباراكي)
تاكاهاغي (إيباراكي)
توريده (إيباراكي)
تسوتشي-أورا (إيباراكي)
تسوكوبا
تسوكوبا-ميراي (إيباراكي)
أوشيكو (إيباراكي)
يوكي (إيباراكي)

### القرى والأرياف

آمي  [لغات أخرى]‏
دايغو  [لغات أخرى]‏
غوكا  [لغات أخرى]‏
إيباراكي  [لغات أخرى]‏
Kawachi [الإنجليزية]
Miho [الإنجليزية]
أوآراي
ساكاي  [لغات أخرى]‏
شيروساتو
توكاي (إيباراكي)
Tone [الإنجليزية]
Yachiyo [الإنجليزية]

### الأعلام التاريخية

Akeno (1956–2005)
Iwai (1971–2005)

## قائمقامية كاناغاوا

### المدن

أتسوغي (كاناغاوا)
أياسه (كاناغاوا)
تشيغاساكي (كاناغاوا)
إبينا (كاناغاوا)
فوجيساوا (كاناغاوا)
هادانو (كاناغاوا)
هيراتسوكا (كاناغاوا)
إسيهارا (كاناغاوا)
كاماكورا (كاناغاوا)
كاواساكي (كاناغاوا)
مينامي أشيغارا (كاناغاوا)
ميورا (كاناغاوا)
أوداوارا (كاناغاوا)
ساغاميهارا (كاناغاوا)
ياماتو (كاناغاوا)
يوكوهاما
يوكوسوكا (كاناغاوا)
زاما (كاناغاوا)
زوشي (كاناغاوا)

### القرى والأرياف

Aikawa [الإنجليزية]
هاكونه (كاناغاوا)
Hayama [الإنجليزية]
كايسي  [لغات أخرى]‏
Kiyokawa [الإنجليزية]
Manazuru [الإنجليزية]
Matsuda [الإنجليزية]
Nakai [الإنجليزية]
نينوميا
أوي  [لغات أخرى]‏
أويسو  [لغات أخرى]‏
ساموكاوا [الإنجليزية]
Yamakita [الإنجليزية]
يوغاوارا

## قائمقامية سايتاما

### المدن

أغيو (سايتاما)
أساكي (سايتاما)
تشيتشيبو (سايتاما)
فوجيمي (سايتاما)
فوجيمينو (سايتاما)
فوكايا (سايتاما)
غيودا (سايتاما)
هانو (سايتاما)
هانيا (سايتاما)
هاسودا (سايتاما)
هيداكا (سايتاما)
هيغاشيماتسوياما (سايتاما)
هونجو (سايتاما)
إروما (سايتاما)
كاسوكابي (سايتاما)
كاواغويه (سايتاما)
كاواغوتشي (سايتاما)
كازو (سايتاما)
كيتاموتو (سايتاما)
كونسو (سايتاما)
كوشيغايا (سايتاما)
كوكي (سايتاما)
كوماغايا (سايتاما)
ميساتو (سايتاما)
نيزا (سايتاما)
سايتاما (مدينة)
ساكودو (سايتاما)
ساتي (سايتاما)
ساياما (سايتاما)
شايكي (سايتاما)
شيراوكا
سوكا (سايتاما)
تودا (سايتاما)
توكوروزاوا (سايتاما)
تسوروغاشيما (سايتاما)
واكو (سايتاما)
وارابي (سايتاما)
ياشيو (سايتاما)
يوشيكاوا (سايتاما)

### القرى والأرياف

هاتوياما
Higashichichibu [الإنجليزية]
إنا (اليابان)
كاميكاوا  [لغات أخرى]‏
Kamisato [الإنجليزية]
Kawajima [الإنجليزية]
ماتسوبوشي
Minano [الإنجليزية]
Misato (town)  [لغات أخرى]‏
مياشيرو
ميوشي (اليابان)
موروياما
Nagatoro [الإنجليزية]
ناميغاوا
Ogano [الإنجليزية]
Ogawa [الإنجليزية]
أوغوسه
Ranzan [الإنجليزية]
Sugito [الإنجليزية]
Tokigawa [الإنجليزية]
Yokoze [الإنجليزية]
يوري  [لغات أخرى]‏
Yoshimi [الإنجليزية]

### الأعلام التاريخية

Honjo (1981–2006)
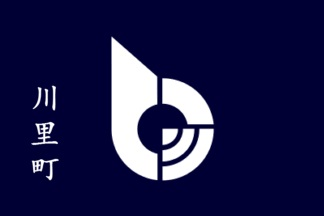
Kawazato (1987–2005)
Konosu (1954–2021)
Kuki (1977–2010)
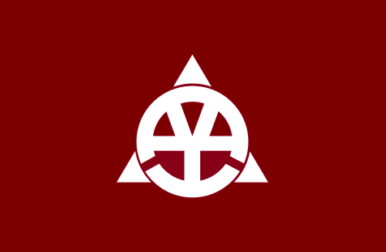
Okabe (1977–2006)
أوميا  [لغات أخرى]‏ (1981–2001)

## قائمقامية توتشيغي

### المدن

أشيكاغا (توتشيغي)
كانوما (توتشيغي)
موكا (توتشيغي)
ناسوكاراسوياما (توتشيغي)
ناسوشيوبارا (توتشيغي)
نيكو (اليابان)
أوتاوارا (توتشيغي)
أوياما (توتشيغي)
ساكورا (توتشيغي)
سانو (توتشيغي)
شيموتسوكا (توتشيغي)
توتشيغي (توتشيغي)
يايتا (توتشيغي)
أوتسونوميا (توتشيغي)

### المناطق

هاغا
إيشيكاي
كامينوكاوا
ماشيكو
ميبو (اليابان)
موتيجي
ناسو
ناكاغاوا  [لغات أخرى]‏
نوغي
شيويا
تاكانيزاوا

## طوكيو

### أحياء طوكيو

أداتشي (طوكيو)
أراكاوا (طوكيو)
بونكيو (طوكيو)
تشيودا (طوكيو)
تشوأو (طوكيو)
إيدوغاوا (طوكيو)
إيتاباشي (طوكيو)
كاتسوشيكا (طوكيو)
كيتا (طوكيو)
كوتو (طوكيو)
ميغورو (طوكيو)
ميناتو (طوكيو)
ناكانو (طوكيو)
نيريما (طوكيو)
أوتا (طوكيو)
سيتاغايا (طوكيو)
شيبويا (طوكيو)
شيناغاوا (طوكيو)
شينجوكو (طوكيو)
سوغينامي (طوكيو)
سوميدا (طوكيو)
تايتو (طوكيو)
توشيما (طوكيو)

### المدن

أكيرونو (طوكيو)
أكيشيما (طوكيو)
تشوفو (طوكيو)
فوتشو (طوكيو)
فوسا (طوكيو)
هاتشيؤوجي (طوكيو)
هامورا (طوكيو)
هيغاشيكورومه (طوكيو)
هيغاشيموراياما (طوكيو)
هيغاشي ياماتو (طوكيو)
هينو (طوكيو)
إناغي (طوكيو)
كيوسه (طوكيو)
كودايرا (طوكيو)
كوغانه (طوكيو)
كوكوبونجي (طوكيو)
كومايه (طوكيو)
كونيتاتشي (طوكيو)
ماتشيدا (طوكيو)
ميتاكا (طوكيو)
موساشيموراياما (طوكيو)
موساشينو (طوكيو)
نيشي طوكيو (طوكيو)
أومه (طوكيو)
تاتشيكاوا (طوكيو)
تاما (طوكيو)

### القرى والأرياف

أوغاشيما  [لغات أخرى]‏
هاتشيجو، طوكيو
Hinode [الإنجليزية]
هينوهارا  [لغات أخرى]‏
كوزوشيما  [لغات أخرى]‏
ميكورا جيما  [لغات أخرى]‏
مياكي  [لغات أخرى]‏
Mizuho [الإنجليزية]
نيجيما  [لغات أخرى]‏
أوغاساوارا (طوكيو)
Okutama [الإنجليزية]
إيزو أوشيما
توشيما  [لغات أخرى]‏

### الأعلام التاريخية

Akigawa (1964–1992)
Akigawa (1992–1995)
Hōya (1967–2001)
Itsukaichi (1965–1995)
Tanashi (1967–2001)